# Seznam olympijských medailistů v jezdectví – jezdecká všestrannost družstva

## Jezdecká všestrannost- družstva
- Do programu olympijských her zařazena tato disciplína od roku 1912.

| Rok      | Zlato                          | Stříbro                          | Bronz                                                   |
| -------- | ------------------------------ | -------------------------------- | ------------------------------------------------------- |
| LOH 1912 | · Švédsko (SWE)                | · Německo (GER)                  | · Spojené státy americké (USA)                          |
| LOH 1920 | · Švédsko (SWE)                | · Itálie (ITA)                   | · Belgie (BEL)                                          |
| LOH 1924 | · Nizozemsko (NED)             | · Švédsko (SWE)                  | · Itálie (ITA)                                          |
| LOH 1928 | · Nizozemsko (NED)             | · Norsko (NOR)                   | · Polsko (POL)                                          |
| LOH 1932 | · Spojené státy americké (USA) | · Nizozemsko (NED)               | medaile neudělena - ostatní družstva soutěž nedokončila |
| LOH 1936 | · Německo (GER)                | · Polsko (POL)                   | · Velká Británie (GBR)                                  |
| LOH 1948 | · Spojené státy americké (USA) | · Švédsko (SWE)                  | · Mexiko (MEX)                                          |
| LOH 1952 | · Švédsko (SWE)                | · Západní Německo (FRG)          | · Spojené státy americké (USA)                          |
| LOH 1956 | · Velká Británie (GBR)         | · Tým sjednoceného Německa (EUA) | · Kanada (CAN)                                          |
| LOH 1960 | · Austrálie (AUS)              | · Švýcarsko (SUI)                | · Francie (FRA)                                         |
| LOH 1964 | · Itálie (ITA)                 | · Spojené státy americké (USA)   | · Tým sjednoceného Německa (EUA)                        |
| LOH 1968 | · Velká Británie (GBR)         | · Spojené státy americké (USA)   | · Austrálie (AUS)                                       |
| LOH 1972 | · Velká Británie (GBR)         | · Spojené státy americké (USA)   | · Západní Německo (FRG)                                 |
| LOH 1976 | · Spojené státy americké (USA) | · Západní Německo (FRG)          | · Austrálie (AUS)                                       |
| LOH 1980 | · Sovětský svaz (URS)          | · Itálie (ITA)                   | · Mexiko (MEX)                                          |
| LOH 1984 | · Spojené státy americké (USA) | · Velká Británie (GBR)           | · Západní Německo (FRG)                                 |
| LOH 1988 | · Západní Německo (FRG)        | · Velká Británie (GBR)           | · Nový Zéland (NZL)                                     |
| LOH 1992 | · Austrálie (AUS)              | · Nový Zéland (NZL)              | · Německo (GER)                                         |
| LOH 1996 | · Austrálie (AUS)              | · Spojené státy americké (USA)   | · Nový Zéland (NZL)                                     |
| LOH 2000 | · Austrálie (AUS)              | · Velká Británie (GBR)           | · Spojené státy americké (USA)                          |
| LOH 2004 | · Francie (FRA)                | · Velká Británie (GBR)           | · Spojené státy americké (USA)                          |
| LOH 2008 | · Německo (GER)                | · Austrálie (AUS)                | · Velká Británie (GBR)                                  |
| LOH 2012 | · Německo (GER)                | · Velká Británie (GBR)           | · Nový Zéland (NZL)                                     |
| LOH 2016 | · Francie (FRA)                | · Německo (GER)                  | · Austrálie (AUS)                                       |
| LOH 2020 | · Velká Británie (GBR)         | · Austrálie (AUS)                | · Francie (FRA)                                         |
| LOH 2024 | · Velká Británie (GBR)         | · Francie (FRA)                  | · Japonsko (JPN)                                        |